# Koalition
Koalition är ett annat ord för samverkan, allians eller förbund mellan nationer eller politiska partier i syfte att uppnå vissa bestämda mål. Särskilt kända är de tre koalitionerna mot Frankrike 1793–1815. 
I Sveriges historia är Koalitionen en benämning på ett samarbete som etablerades 1839 inom oppositionen mot Karl XIV Johan. Samarbetet sprack före 1840 års riksdag på grund av motsättningar mellan aristokrater och liberaler.
Ofta används ordet som en kortform av ordet koalitionsregering, men det kan också användas om en tillfälligt samlad majoritet i en viss omröstning. I Sverige är Nils Edéns regering 1917–1920 med liberaler och socialdemokrater samt socialdemokraternas och bondeförbundets regering 1936–1939 och 1951–1957 exempel på koalitionsregeringar.
De militära allianserna mot Napoleon I under Napoleonkrigen kallas koalitioner.